# Saint-Seurin-de-Bourg
Saint-Seurin-de-Bourg – miejscowość i gmina we Francji, w regionie Nowa Akwitania, w departamencie Żyronda.
Według danych na rok 1990 gminę zamieszkiwały 293 osoby, a gęstość zaludnienia wynosiła 119 osób/km² (wśród 2290 gmin Akwitanii Saint-Seurin-de-Bourg plasuje się na 887. miejscu pod względem liczby ludności, natomiast pod względem powierzchni na miejscu 1554.).